# Соэтан, Робер
Робер Соэтан (фр. Robert Soëtens, в русских источниках часто Роберт Сетанс; 19 июля 1897, Монлюсон — 22 октября 1997, Париж) — французский скрипач.
Сын пианистки и скрипача, учившегося у Эжена Изаи, Соэтан также успел два года позаниматься у Изаи прежде чем поступить в Парижскую консерваторию. Окончив курс в 1915 году под руководством Венсана д’Энди, Камиля Шевийяра и Люсьена Капе, Соэтан ещё в студенческие годы участвовал в премьере струнного квартета Дариуса Мийо и в первом исполнении балета Стравинского «Весна священная» (в составе оркестра под управлением Пьера Монтё), обозначив, таким образом, своё предпочтение новейшей музыки.
Творческое содружество связывало Соэтана с Морисом Равелем — в 1925 году скрипач впервые исполнил рапсодию Равеля «Цыганка» в редакции для скрипки и фортепиано. В том же году Соэтан и Равель предприняли совместное турне по Скандинавии.
Робер Соэтан тесно сотрудничал с Сергеем Прокофьевым: 16 декабря 1932 года в Париже скрипач вместе с Самуилом Душкиным впервые исполнил его Сонату для двух скрипок, а 1 декабря 1935 года в Мадриде стал первым исполнителем Второго скрипичного концерта Прокофьева с Мадридским симфоническим оркестром под управлением Энрике Фернандеса Арбоса. Робер Соэтан выступал с Сергеем Прокофьевым на гастролях зимой 1935 года в некоторых странах Европы и Магриба; зимой 1936 года в Европе; в январе 1938 года в Праге, Париже и Лондоне.
Кроме того, Соэтан был первым исполнителем Второй сонаты для скрипки и фортепиано Альбера Русселя.
В годы Второй мировой войны и после неё Соэтан продолжал активную концертную карьеру: география его гастролей включала Ближний Восток, Северную Африку, балканские страны. В дальнейшем Соэтан давал мастер-классы в различных европейских консерваториях; последний такой мастер-класс был дан 96-летним скрипачом в 1993 году в Высшей школе музыки Карлсруэ.